# Сарыадыр (Северо-Казахстанская область)
Сарыадыр (каз. Сарыадыр) — село в районе имени Габита Мусрепова Северо-Казахстанской области Казахстана. Село входит в состав Рузаевского сельского округа. Код КАТО — 596657500.

## Население
В 1999 году численность населения села составляла 281 человек (143 мужчины и 138 женщин). По данным переписи 2009 года, в селе проживало 202 человека (112 мужчин и 90 женщин).